# Поляна (Клинцовский район)
Поля́на (также упоминается как Красная Поляна) — посёлок в Клинцовском районе Брянской области, входит в состав Великотопальского сельского поселения.
Население — 36 чел. (2013).

## География
Расположено в 8,6 км от автодороги М13, в 21 км к югу от города Клинцы.

## История
Посёлок был образован в 20-е годы XX века. Переселение происходило из близлежащих селений, главным образом из Малой Топали. Первопоселенцами были Игнат Храмченко и Антон Царьков. По рассказам основателей посёлка, название произошло от места, где были построены первые дома. Перед Великой Отечественной войной в посёлке насчитывалось 40 дворов.
После коллективизации была создана артель «Красная Поляна». Первым председателем был избран Фёдор Макарович Шкут. Во время войны на фронт ушли мужчины призывного возраста, не вернулось 25 человек.
В 1951 году началось укрупнение мелких хозяйств в связи с переходом на механизированный труд. В том же году артель «Красная Поляна» объединилась с малотопальской сельхозартелью «13 лет РККА». Поляна стала полеводческой бригадой в составе колхоза «Победа»
В 1960 году колхоз «Победа» вошёл в состав великотопальского колхоза «Родина». В течение 18-летнего нахождения в составе суперкрупного колхоза «Родина», Малая Топаль и посёлки практически не развивались. В 1978 году эксперимент с присоединением был признан неудачным и бывший колхоз «Победа» выделился из «Родины».
К 2001 году в посёлке насчитывалось 24 домовладения в которых проживали 59 человек. К тому времени в посёлке располагались 3 животноводческих помещения: одно из них — типовый коровник.В 2001 году на ферме насчитывалось 179 голов КРС (В основном, чёрно-пёстрой породы), 60 свиней, 60 кур, 7 лошадей.
Скотоводческая ферма просуществовала в посёлке до середины 2000-х годов, тогда же был закрыт единственный в посёлке магазин.

## Население
| 2001 | 2010 | 2013 |
| ---- | ---- | ---- |
| 59   | ↘43  | ↘36  |